# Gayla
Gayla ist ein weiblicher Vorname.

## Herkunft und Bedeutung
Gayla ist eine Variante des Vornamen Gail, der wiederum von Abigail abgeleitet ist.

## Namensträgerinnen
- Gayla Earlene (* 1954), US-amerikanische Countrymusikerin
- Gayla Reid (* 1945), kanadische Schriftstellerin
- Gayla Peevey (* 1943), amerikanische Kinderdarstellerin und Sängerin